# Simo Mraović
Simo Mraović (Kutina, 30. ožujka 1966. – Zagreb, 16. prosinca 2008.), hrvatski pisac.

## Životopis
Rođen je 1966. godine u Kutini. Djetinstvo je proživio u Jastrebarskom, a ostatak života u Zagrebu. Na Filozofskom fakultetu u Zagrebu studirao je filozofiju, ruski jezik te književnost i kroatistiku. Radio je kao honorarni suradnik raznih zagrebačkih novina, za televiziju je pisao kratke scenarije za talk-showove, bio je urednik kulture u dnevnom listu "Republika", vodio je, od 2000. do smrti, poznati nedjeljni talk show "Kava i kolači" u zagrebačkoj knjižnici "Bogdan Ogrizović". Bio je član švedskog PEN-a, Društva hrvatskih književnika i Hrvatskog društva pisaca. Objavljivati je počeo 1984. Roman "Konstantin Bogobojazni" i zbirka pjesama "Gmünd" prevedeni su na ukrajinski i bugarski jezik, "Konstantin Bogbobojazni" objavljen je i u Francuskoj, u pripremi je njemačko izdanje, a dijelovi knjiga prevedeni su na slovenski, poljski, mađarski, talijanski i njemački jezik. Prevodio je poeziju s engleskog jezika.
Objavio je zbirke pjesama "Sezona otrova" (1986.), "Rimljanima nedostaje milosti" (1990.), "Na zemlji je sjena" (1994.), "Između usana" (1997.), "Laku noć Garbo" (2001.), roman "Konstantin Bogobojazni" (2002.), drugo izdanje romana "Konstantin Bogobojazni & sabrane pjesme" (2003.), "Gmünd" (2004.), zbirka pjesama "Nula Nula" (2006.), zbirka kolumni "Varaj me nježno" (2006.) i III. izdanje romana "Konstantin Bogobojazni" (2007.) i knjiga priča "Bajke za plažu" (2007.) Posmrtno, u 2009., bit će tiskana njegova dosad nepoznata filozofska novela "Doktor Biblije", koju je napisao u posljednjoj godini života. Pokopan je, po vlastitoj želji, u selu Kozarac na Kordunu.

## Djela
- "Bajke za plažu", Durieux, Zagreb 2007. ISBN 978-953-188-265-1
- "Nula nula", Prosvjeta, Zagreb 2006.
- "Ukrajinske bajke" (urednik) Zagreb 2002.
- "Konstantin Bogobojazni & sabrane pjesme", Durieux, Zagreb 2003.
- "Konstantin Bogobojazni: manjinski roman", Prosvjeta, Zagreb 2002.
- "Laku noć Garbo", Pop&Pop, Zagreb, 2001.
- "Između usana", Meandar, Zagreb, 1997.
- "Na zemlji je sjena", Meandar, Zagreb 1994.
- "Rimljanima nedostaje milosti", Revija, Osijek 1990.
- "Sezona otrova", Quorum, Zagreb 1986.